# Horst Zankl
Horst Zankl (* 29. März 1944 in Graz; † 4. Dezember 1987 in Wien) war ein österreichischer Theaterregisseur, Opernregisseur und Theaterleiter.

## Leben und Wirken
Zankl studierte von 1962 bis 1965 Theaterwissenschaft und Regie in Wien. 1966 bis 1970 arbeitete er als Regieassistent und Regisseur am Staatstheater Hannover. Dort inszenierte er 1968 die Uraufführungen von Wolfgang Bauers Magic Afternoon (mit Monika Bleibtreu) und Peter Weiss’ Mockinpott. Ebenfalls lernte er dort seine Lebensgefährtin Hertha Schell kennen. 1970 inszenierte Zankl an der Schaubühne am Halleschen Ufer in Berlin Glaube Liebe Hoffnung von Ödön von Horváth.
1971 bis 1975 war er Direktor des Theaters am Neumarkt Zürich. Dort erregte er 1971 Aufsehen mit Peter Handkes Der Ritt über den Bodensee, wobei alle Hauptdarsteller kahlgeschorene Köpfe hatten. Weitere Regiearbeiten waren 1974 die Uraufführung von Handkes Die Unvernünftigen sterben aus (Einladung zum Berliner Theatertreffen), 1973 Ödön von Horváths Die Unbekannte aus der Seine, 1974 Gerhard Roths Lichtenberg, 1974 Henrik Ibsens Die Frau vom Meer und 1975 Tretjakows Brülle China! Zankl führte an seinem Theater  ein Selbst- und Mitbestimmungssystem ein, bei dem alle Mitarbeiter und Künstler des Theaters über den Spielplan und die Belange des Theaters abstimmen durften. Dies war zu dieser Zeit revolutionär und machte das Haus im ganzen deutschsprachigen Raum bekannt. Zankl brachte Stücke von Marieluise Fleisser, Franz Xaver Kroetz, Karl Valentin, Ödön von Horváth, Robert Walser und Peter Weiss zur Aufführung. Neben zeitgenössischen Autoren stand auch die „klassische“ Dramatik mit Autoren wie Goethe (Stella mit Maria Bill als Luzie), Ibsen und Aristophanes auf dem Spielplan.
Danach arbeitete Zankl als freier Regisseur. Er machte sich vor allem als Horváth-Regisseur einen Namen. Unter anderem inszenierte er in Stuttgart Horváths Geschichten aus dem Wiener Wald (1975, mit Libgart Schwarz, Branko Samarovski, Heinrich Giskes, Alexander Wagner, Edith Heerdegen, Musik: Peer Raben) und Zur schönen Aussicht (1976) sowie die Uraufführung von Peter Sattmanns Open end (1979).
Am Theater Basel leitete er Aufführungen wie Das weite Land (1976), Enquists Nacht der Tribaden (1977) und Roths Sehnsucht (1977). An der Freien Volksbühne Berlin inszenierte er die Uraufführung von Reinhard Baumgarts Jettchen Geberts Geschichte (1978), am Düsseldorfer Schauspielhaus Jacques Offenbachs Pariser Leben (1979), am Wiener Burgtheater Ferdinand Raimunds Der Bauer als Millionär (1979, mit Rudolf Buczolich, Lena Stolze, Attila Hörbiger), Arthur Schnitzlers Komödie der Verführung (1980) im Bühnenbild von Hans Hollein und mit Kostümen von Karl Lagerfeld (mit Helmut Berger, Paulus Manker, Lena Stolze, Georg Schuchter) und Botho Strauß’ Der Park (1985).
1980/81 gehörte er zum Regiequartett des Mitbestimmungsmodells am Frankfurter Schauspiels und inszenierte dort Johann Nestroys Der Zerrissene (mit Friedrich Karl Praetorius und Almut Zilcher), Stücke von Herbert Achternbusch, Arthur Schnitzlers Der Reigen (mit Almut Zilcher, Suzanne von Borsody, Paulus Manker) und Ödön von Horváths Don Juan kommt aus dem Krieg (mit Peter Brombacher). 1985 inszenierte er in Bonn, wo er zuletzt vorwiegend arbeitete, die Uraufführung von Elfriede Jelineks Burgtheater.
Er starb im Alter von 43 Jahren an Herzversagen.

## Operninszenierungen
Als Opernregisseur debütierte Zankl am 13. Mai 1977 an der Pariser Oper (Palais Garnier) mit Die Zauberflöte, Arik Brauer war der Ausstatter dieser Produktion und Karl Böhm der Dirigent (in der Besetzung u. a. Horst Laubenthal als Tamino, Kiri Te Kanawa als Pamina, Martti Talvela als Sarastro, Edda Moser als Königin der Nacht). Großen Erfolg  hatte Zankl 1978 in Frankfurt am Main mit Händels Julius Cäsar und 1980 Castor et Pollux von Jean-Philippe Rameau, jeweils mit Nikolaus Harnoncourt als Dirigent und Erich Wonder als Bühnenbildner.